# Kolotura
Kolotura ili kolotur je kotač koji služi za prijenos gibanja ili djelovanja sile uz pomoć užeta (remena, lanca) prebačena preko njegova užlijebljena oboda. Kolotura (ako služi samo za skretanje smjera užeta naziva se i užnicom), spada u jednostavne strojeve i poznata je od davnina, osobito u pomorstvu. Služi za skretanje smjera sile ili za podizanje ili povlačenje velikih tereta malom silom. Izum višestruke koloture utjecao je na razvoj brodarstva u prošlosti, što je dovelo do porasta trgovine. Razmjena među gradovima je naglo porasla, pošto su troškovi transporta naglo pali.
- Svako uže nosi polovicu tereta.
- isto, s užnicom za skretanje smjera sile.

Zanemarimo li trenje u ležištima, sila F u oba kraka užeta koje je omotano oko koloture, jednaka je. Ta se okolnost koristi za skretanje smjera sile. No vezivanjem jednog kraja užeta za čvrsti oslonac, i zavješenjem tereta na jaram u kome je uležištena osovina koloture, odnos sila se mijenja. Zbroj sila u oba užeta 2 x F jednak je težini tereta W, to jest možemo pisati:
{\displaystyle 2\cdot F=W}
a iz tog izraza dijeljenjem s dva dobivamo:
{\displaystyle F={\frac {W}{2}}\ }
odnosno sila na užetu je upola manja od težine zavješenog tereta. I ovdje možemo uključiti koloturu za promjenu smjera sile, tako da se primjerice dizanje tereta može obaviti s poda.
Primjenom većeg broja kolotura, faktor umanjenja vučne sile u odnosu na težinu tereta može se dalje povećavati. Može se pokazati, da je taj faktor jednak broju užadi na kojima donji sklop kolotura s teretom visi. 
U našem primjeru teret visi na 4 užeta, pa će sila za njegovo dizanje biti 4 puta manja od težine tereta. No, zato će brzina podizanja tereta biti četiri puta manja od brzine potezanja užeta.
Uređaj se može pojednostaviti, ako sve čvrste koloture nataknemo na jednu fiksnu osovinu, a sve pomične koloture na drugu. Takav sklop kolotura (naziva se i koloturnik) prikazan je desno. 
Stariju, dijelom drvenu izvedbu pomičnog sklopa koloturnika obilato korištenu na jedrenjacima prikazuje desna slika. Lijeva slika prikazuje ovjes suvremenog alata (spredera) za manipulaciju kontejnera. Kombiniranjem vitla i koloturnika, omogućeno je dizanje tereta velikih težina suvremenim dizalicama.

## Čvrsta ili nepomična kolotura
Čvrsta ili nepomična kolotura ima nepomičnu osovinu i služi za promjenu smjera djelovanja sile. Nepomična kolotura je pričvršćena na jednom mjestu i može se okretati samo oko svoje osi. Na jednom kraju užeta djeluje sila F, a na drugome teret W. Nepomična kolotura djeluje kao poluga jednakih krakova, duljine r, to jest krak je jednak polumjeru koloture. Stoga je uvjet ravnoteže, ako se ne uzme u obzir trenje:
{\displaystyle F\cdot r=W\cdot r}
a odatle slijedi:
{\displaystyle F=W}
Prema tome možemo reći da je na nepomičnoj koloturi sila jednaka teretu ako se zanemari trenje. Nepomičnom koloturom mijenjamo samo smjer sile dok veličina sile ostaje ista. 

## Pomična kolotura
Pomična kolotura ima pomičnu osovinu; njime se može držati teret u ravnoteži s upola manjom silom, jer se djelovanje tereta raspodjeljuje na dva užeta. Pomična kolotura se okreće oko svoje osi, a ujedno se i giba s teretom. Ona djeluje kao jednokraka poluga kojoj teret djeluje na polovici poluge, pa uvjet ravnoteže, ako se zanemari trenje, glasi:
{\displaystyle F\cdot 2\cdot r=W\cdot r}
a odatle slijedi:
{\displaystyle F={\frac {W}{2}}\ }
Kod pomične koloture sila je jednaka polovini tereta ako se trenje ne uzme u obzir. Pomičnom koloturom mijenja se veličina sile, a njezin smjer ostaje isti.

## Koloturnik
Koloturnik je sustav kolotura različitih izvedbi, a služi za dizanje velikog tereta malom silom (natezanjem užeta) uz produljenje puta: 
- Potencijalni koloturnik sastoji se od jednoga čvrstog i nekoliko pomičnih kolotura; svaki pomični kolotur umanjuje upola silu (F) potrebnu za uravnoteženje težine tereta W, to jest:

{\displaystyle F_{\rm {}}={\frac {W}{2^{n}}}}
gdje je n - broj kolotura. Naziv potencijalni potječe odatle što sila potrebna za ravnotežu opada s potencijom broja.
- Arhimedov koloturnik sustav je od n kolotura različitih veličina, od kojih je polovica nepomična i povezana, dok su preostali također međusobno povezani, ali se zajedno pomiču. Sila F koja drži ravnotežu s težinom tereta W iznosi:

{\displaystyle F_{\rm {}}={\frac {W}{n}}}
- Diferencijalni koloturnik sastoji se od tri kolotura s užetom bez kraja. Dva kolotura različitih polumjera (R i r) nalaze se na istoj osovini, dok je na trećem, pomičnom koloturu obješen teret. Ravnoteža na diferencijalnom koloturniku bit će ako je:

{\displaystyle F=W\cdot {\frac {R-r}{2\cdot R}}\ }
gdje je : R – promjer veće koloture, a r – promjer manje koloture.

## Unutarnje poveznice
- Osovina
- Vitlo
- Klin
- Koloturnik
- Kosina
- Vijak
- Poluga
- Jednostavni stroj